# شهرک سلمان فارسی
شهرک سلمان فارسی دارای ۸۷۲۵ نفر جمعیت و ۱۳۰۰ خانوار، با مساحت ۹۰۰۰ متر مربع از شمال شرقی به شهرستان دزفول، از طرف جنوب به شهرستان اهواز و شمال غرب به شهرستان اندیمشک واقع می‌گردد و دارای آب و هوای گرم و خشک می‌باشد. بیشتر مردم این کوی مشاغل کشاورزی، صنعتی و کارگری دارند.این شهرک در زمان محمدرضا پهلوی و برای کارگران شرکت نیشکرهفت تپه ساخته شد و پس از گذشت سال‌ها  درحال حاضر پیشرفتی از لحاظ امکانات رفاهی و شکل ظاهری آن نداشته و هیچ گونه پیگیری از این جهت از طرف مسولین شهر انجام نمی‌شود .